# 4年間の歩哨兵勤務
『4年間の歩哨兵勤務』（よねんかんのほしょうへいきんむ、Der vierjährige Posten）D190は、フランツ・シューベルトが作曲した1幕から構成されるオペラおよびジングシュピールである。『4年間の歩哨生活』とも表記される。作曲当時のシューベルトは18歳であった。

## 概要
1815年7月に作曲されたシューベルトのオペラで、詳しい作曲の動機は不明だが、当時作曲に没頭していた時期に生み出された若書きの作品である。
オペラは10日間で作曲されたと伝えられ、初演はシューベルトの死後68年を経た1896年の9月23日にドレスデンの宮廷歌劇場（現在のゼンパー・オーパー）で行われた。現在はほとんど演奏・上演されない。
序曲と8曲から構成される短いオペラである。

## 登場人物
| 人物名           | 声域     | 役                 |
| ---------------- | -------- | ------------------ |
| ケイト           | ソプラノ | 農夫の娘           |
| デュバル         | テノール | ケイトの夫         |
| ウォルター       | バリトン | ケイトの父、裁判官 |
| ファイト         | テノール | 農民               |
| フランス軍の大尉 | テノール | フランス軍         |
| フランス軍の兵士 | 音声     | フランス軍         |

この他、村人と兵士たちは合唱

## 台本
- テオドール・ケルナーによる

## あらすじ
舞台は1809年頃におけるドイツの国境の町。